# Glaçage royal
Le glaçage royal est un glaçage blanc, fait de blancs d'œufs légèrement battus, de sucre en poudre et parfois de jus de citron ou de citron vert, aussi du sirop de glucose pour éviter de cristalliser.
Ce glaçage est utilisé pour la décoration de gâteaux de Noël, de gâteaux de mariage, de maisons en pain d'épices, de biscuits et de nombreuses autres préparations sucrées.

## Risque pour la santé
Le glaçage royal est traditionnellement préparé avec des blancs d'œufs crus, qui ont très peu de probabilités de transmettre l'empoisonnement par la salmonelle. Les meringues en poudre ou prêtes à l'emploi, pasteurisées, réfrigérées blancs d'œufs (œufs humides) peuvent être utilisés avec des résultats similaires.

## Galerie

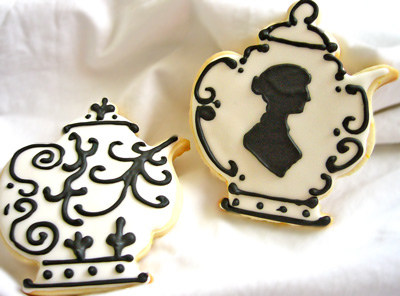
Glaçage noir et blanc sur des biscuits.
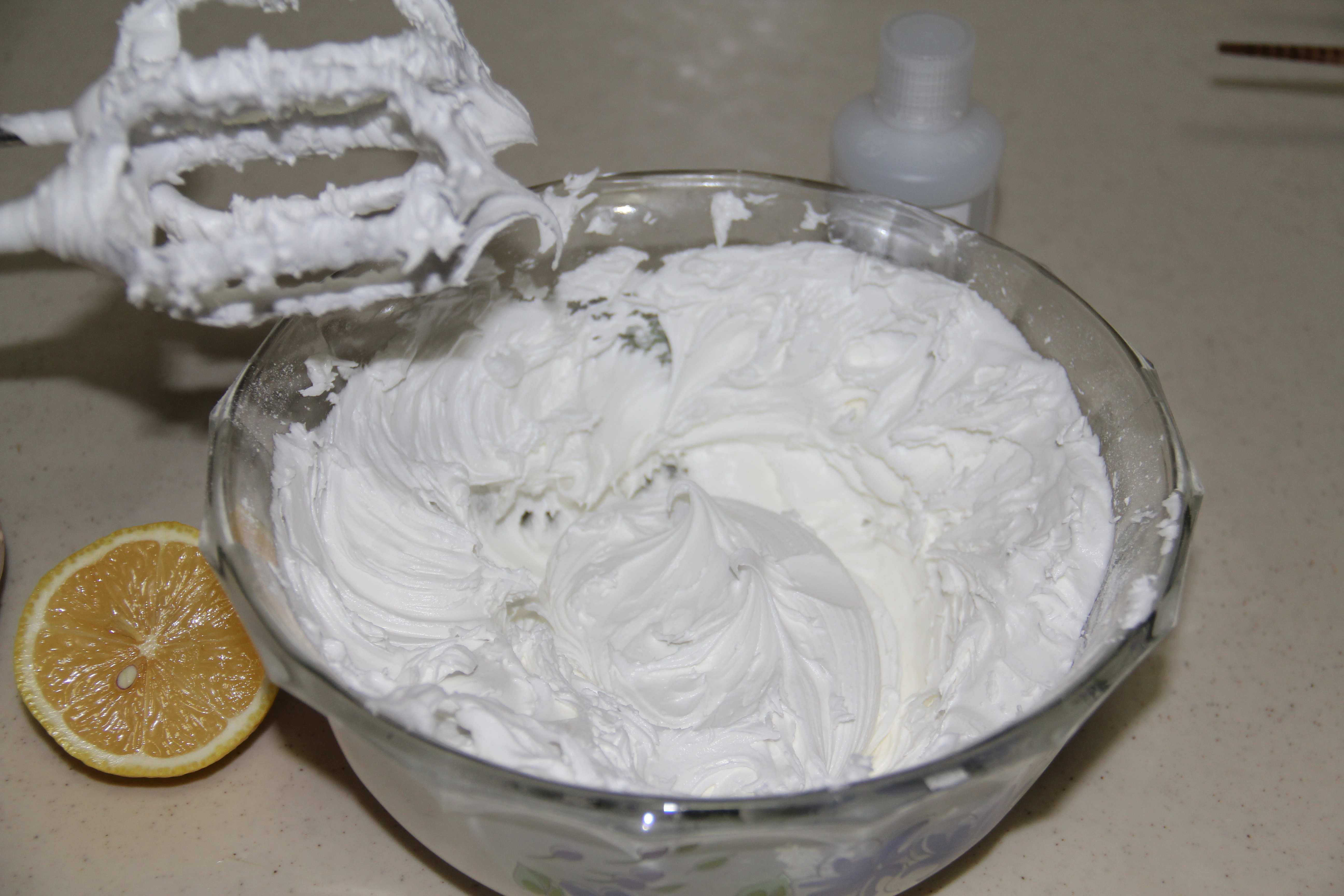
Préparation du glaçage royal
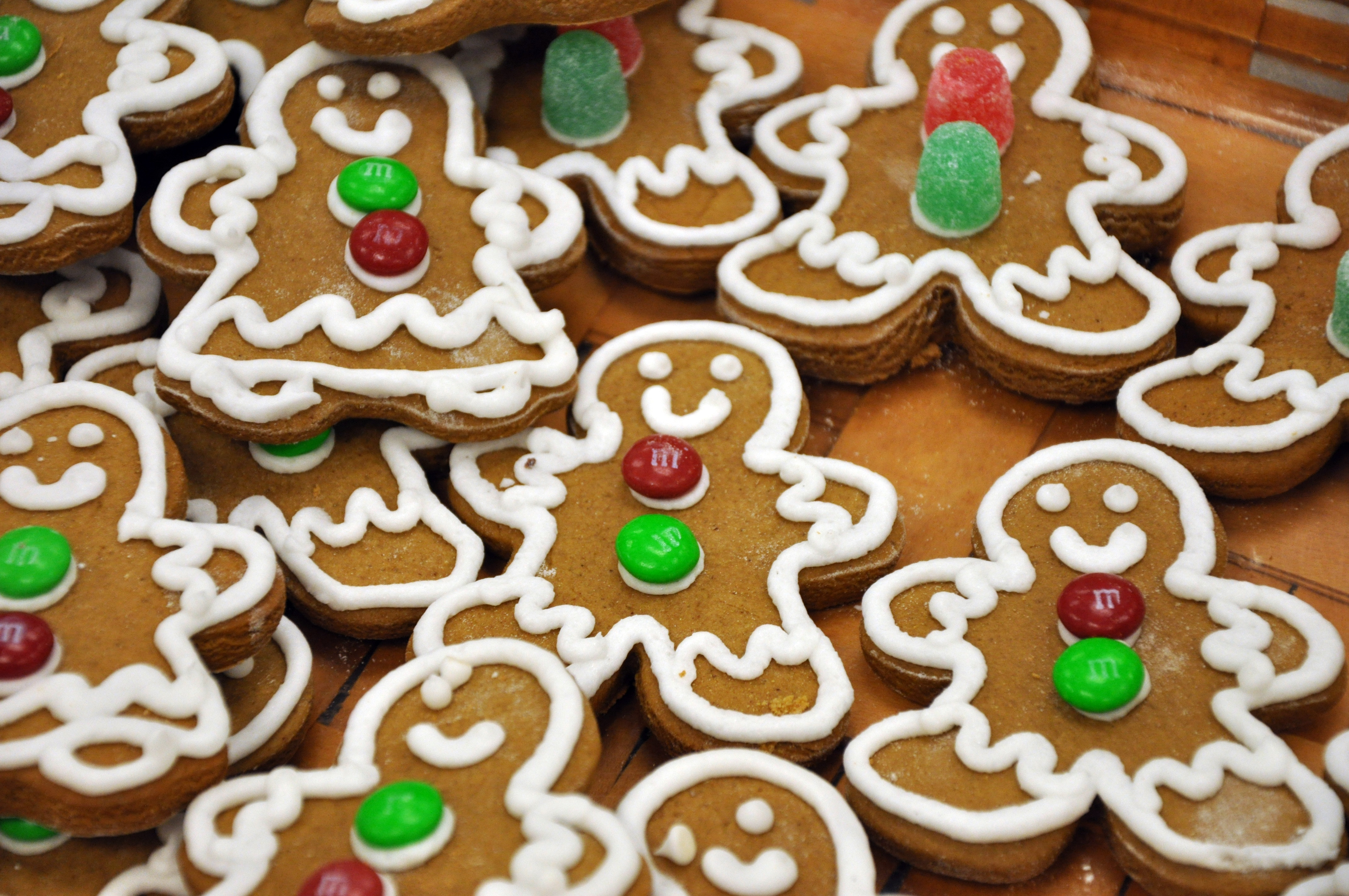
Petits bonhommes en pain d'épices décorés de glaçage.